# ازمورن
 ازمورن (بالإنجليزية: IZEMMOUREN) هي جماعة قروية تابعة لإقليم الحسيمة ضمن جهة تازة الحسيمة تاونات بالمغرب. بلغ مجموع عدد سكان  ازمورن حسب إحصاءات 2004 حوالي 4437 نسمة من بينهم 4 أجانب يعيشون في 864 أسرة.

## إحصاء عام
| السنة | عدد السكان | عدد الأسر | عدد الأجانب |
| ----- | ---------- | --------- | ----------- |
| 1994  | 3934       | 762       | °°°°        |
| 2004  | 4437       | 864       | 4           |

## دواوير الجماعة
- إزمورن (المركز)
- تفنسة
- إدسوليين
- تساسنت
- تموجوت
- تيفارت
- تلايوسف
- تندا يفرن
- اسرافيل.